# Île Irrésistible
Pour les articles homonymes, voir Irrésistible.
L'île Irrésistible est une île des Bermudes. 
Située dans la Grande Baie, à moins d'une centaine de mètres au sud de l'île Marshall (en), elle relève administrativement de la paroisse de Warwick.